# MK 103
El MK 103 (Maschinekanone 103, (canó automàtic 103 en alemany) era un canó automàtic alemany de 30 mm instal·lat en avions de combat de la Luftwaffe durante la Segona Guerra Mundial.

## Història i desenvolupament
El MK 103 va ser ideat com a arma de doble propòsit, com a canó anti-tanc i pel combat aèri, que es va desenvolupar a partir del MK 101. En comparació al MK 101, tenia una cadència de tir més elevada. Al contrari del MK 101, el MK 103 era alimentat mitjançant una cinta, el que li permetia transportar una nombre major de munició. El MK 103 disparava munició amb disparador elèctric en comptes de munició amb fulminant. El seu mecanisme d'alimentació es distingia del MK 101, que era accionat pel retrocés, perquè emprava una combinació de recàrrega accionada per gas i retrocés. Després del tret, la pressió dels gasos obria el forrellat, mentre que el retrocés extreia el casquet buit i carregava un projectil un nou a la recuperació.
El MK 103 va entrar en servei el 1943 com a armament principal del HS 129 B-2 instal·lat a la part inferior del fuselatge en una góndola ventral. Aquest canó també s'havia incorporat al disseny del Flakpanzer IV Kugelblitz com a arma antiaèria.